# Professional'nyj Futbol'nyj Klub Central'nyj Sportivnyj Klub Armii 2023-2024
 Questa voce raccoglie le informazioni riguardanti il Professional'nyj Futbol'nyj Klub CSKA nelle competizioni ufficiali della stagione 2023-2024.

## Stagione
Per la stagione 2023-24, visto il successo in coppa di Russia e il secondo posto in campionato nella stagione precedente, la società riconferma Vladimir Fedotov come allenatore dei Krasno-sinie (Rossoblu).
Dopo aver sconfitto quattro a zero il Neftechimik in amichevole, il 22 luglio inizia l'avventura in campionato nella gara di trasferta a Ekaterinburg contro l'Ural. L'inizio non è uno dei migliori dato che la prima giornata vede la squadra moscovita sconfitta due a uno. Le successive tre partite regalano alla formazione di Fedotov nove punti, vincendo contro Achmat Groznyj, i rivali del Lokomotiv Mosca e Soči. Dopo la sconfitta con i concittadini del Dinamo Mosca (due a uno), i rossoblu ottengono quattro pareggi consecutivi, prima con l'Orenburg, poi con i campioni in carica dello Zenit, poi con il Samara e infine con il Rostov. Nelle restanti sei partite valide per il girone d'andata di campionato, il CSKA ottiene tre vittorie e due pareggi, risultando quinti nella classifica generale. La sedicesima giornata porta una amara sconfitta alla formazione di Fedotov, le reti di Fayzullaev e Zabolotnyj non bastano per sconfiggere i concittadini della Dinamo. Le successive quattro gare portano due vittorie, una sconfitta contro la capolista, il Krasnodar, e un altro pareggio contro l'Orenburg. La 21ª giornata, programmata per il 16 marzo, viene rinviata a causa delle elezioni presidenziali. Viene giocata il 25 aprile 2024 e porta ai rossoblu un pareggio nel derby con lo Spartak Mosca. Dalla 22ª giornata alla 25ª giornata la squadra moscovita ottiene due pesanti pareggi, una sconfitta e una vittoria. Dopo una pesante sconfitta contro il Baltika (tre a uno a Kaliningrad) e un sofferto pareggio nella partita casalinga contro il Rubin Kazan', il CSKA riesce a vincere tre importanti partite (1-0 contro lo Zenit, 6-2 contro il Pari NN e 2-0 contro l'Ural) consecutive, chiudendo il campionato al sesto posto, peggior risultato dei moscoviti dalla stagione 2020-21. 
Freschi di vittoria e desiderosi di riconfermare il titolo vinto nella stagione precedente, il CSKA fa il suo esordio in coppa di Russia il 26 luglio nella fase a gironi contro l'Orenburg. L'esordio si rivela più che ottimo, i moscoviti vincono grazie alle reti di Arbuzov (12'), Zaınýtdınov (18'), Gajić (22'), Čalov (41'), Kislyak (87') e Ermakov (89'). Nella seconda giornata del girone la formazione di Fedotov si arrende contro il Fakel Voronež che vince grazie ad una doppietta di Ivachnov (15' e 79'). Nelle successive tre gare i Krasno-sinie devono affrontare in tutte e tre le occasioni i calci di rigore. Sconfiggono in entrambe le occasioni il Soči di Robert Moreno, ma vengono di nuovo sconfitti, a causa di un errore di Fajzullaev prima e Zabolotnyj poi, dal Fakel Voronež. La sesta e ultima giornata contro l'Orenburg porta una vittoria e la qualificazione ai quarti di finale. Nella fase ad eliminazione diretta i rossoblu affrontano il Rostov. La partita d'andata si conclude con un pareggio a causa dell'autogol di Nababkin all'ottavo minuto, mentre la gara di ritorno, disputata in casa, porta il CSKA, grazie alle reti di Agapov (63') e Musaev (84'), in semifinale. In trasferta a Kaliningrad contro il Baltika ottengono una vittoria grazie alla rete del centrocampista cileno Dávila, mentre in casa ottengono un'altra vittoria grazie alle reti di Čalov (34' su rigore) e Fayzullayev (36'). Nella finale di Percorso RPL, la formazione di Fedotov affronta i rivali dello Zenit. La prima partita, giocata a Mosca, si conclude con un pareggio grazie alle reti di Zabolotnyj per i Krasno-sinie e Erochin per i Sine-belo-golubye (Blu-bianco-azzurri). Il 15 maggio a San Pietroburgo la partita finale si conclude con uno zero a zero. Successivamente, ai calci di rigore, il CSKA perde la possibilità di accedere alla Super Finale, a causa dell'errore di Zabolotnyj. Lo Zenit vincerà successivamente la sua quinta coppa di Russia.
A causa della vittoria della coppa di Russia nella stagione precedente, il CSKA ottiene l'accesso alla Supercoppa di Russia 2023. La finale, giocata il 15 luglio 2023, viene vinta ai rigori dallo Zenit San Pietroburgo a causa degli errori al dischetto di Gaich e Ermakov.

## Divise
| Casa | Trasferta | Terza maglia |

## Rosa
Aggiornata al 25 maggio 2024.
| N. |                    | Ruolo | Calciatore                |
| -- | ------------------ | ----- | ------------------------- |
| 35 | Russia (bandiera)  | P     | Igor' Akinfeev (capitano) |
| 49 | Russia (bandiera)  | P     | Vladislav Torop           |
| 86 | Russia (bandiera)  | P     | Vladimir Šajchutdinov     |
| 2  | Brasile (bandiera) | D     | Khellven                  |
| 4  | Brasile (bandiera) | D     | Willyan                   |
| 14 | Russia (bandiera)  | D     | Kirill Nababkin           |
| 22 | Serbia (bandiera)  | D     | Milan Gajić               |
| 27 | Brasile (bandiera) | D     | Moisés                    |
| 68 | Russia (bandiera)  | D     | Egor Noskov               |
| 68 | Russia (bandiera)  | D     | Michail Rjadno            |
| 77 | Russia (bandiera)  | D     | Il'ja Agapov              |
| 78 | Russia (bandiera)  | D     | Igor' Diveev              |
| 90 | Russia (bandiera)  | D     | Matvej Lukin              |
| 96 | Iran (bandiera)    | D     | Amirhossein Reyvandi      |
| 5  | Serbia (bandiera)  | C     | Saša Zdjelar              |
| 6  | Russia (bandiera)  | C     | Maksim Muchin             |

| N. |                       | Ruolo | Calciatore            |
| -- | --------------------- | ----- | --------------------- |
| 10 | Russia (bandiera)     | C     | Ivan Obljakov         |
| 17 | Russia (bandiera)     | C     | Kirill Glebov         |
| 17 | Russia (bandiera)     | C     | Baqtııaar Zaınýtdınov |
| 20 | Russia (bandiera)     | C     | Konstantin Kučaev     |
| 21 | Uzbekistan (bandiera) | C     | Abbosbek Fayzullaev   |
| 31 | Russia (bandiera)     | C     | Matvej Kisljak        |
| 72 | Russia (bandiera)     | C     | Nikita Ermakov        |
| 80 | Russia (bandiera)     | C     | Jaroslav Arbuzov      |
| 88 | Cile (bandiera)       | C     | Víctor Méndez         |
| 7  | Cile (bandiera)       | A     | Víctor Dávila         |
| 9  | Russia (bandiera)     | A     | Fëdor Čalov           |
| 11 | Russia (bandiera)     | A     | Tamerlan Musaev       |
| 11 | Argentina (bandiera)  | A     | Adolfo Gaich          |
| 47 | Russia (bandiera)     | A     | Renat Golybin         |
| 91 | Russia (bandiera)     | A     | Anton Zabolotnyj      |

## Risultati

### Campionato

#### Girone di andata
| Arbitro: | Aleksei Amelin |

|                              |           |                |
| Ajupov 21’ Miškić 54’ (rig.) | Marcatori | 62’ Zabolotnyj |

| Arbitro: | Vladislav Bezborodov |

|                           |           |                              |
| Konaté 27’, 45+11’ (rig.) | Marcatori | 13’, 45+1’, 79’ (rig.) Čalov |

| Arbitro: | Kirill Levnikov |

|                                            |           |               |
| Čalov 29’ (rig.) Gajić 31’ Muchin 55’, 63’ | Marcatori | 62’ Pogostnov |

| Arbitro: | Artem Chistyakov |

|                                                 |           |              |
| Đorđević 51’ (aut.) Zabolotnyj 89’ Rjadno 90+4’ | Marcatori | 78’ Silveira |

| Arbitro: | Pavel Kukuyan |

|                         |           |               |
| Ngamaleu 46’ Smolov 83’ | Marcatori | 6’ Zabolotnyj |

| Arbitro: | Kirill Levnikov |

|          |           |            |
| Vera 70’ | Marcatori | 49’ Moisés |

| Arbitro: | Pavel Kukuyan |

|               |           |            |
| Zabolotnyj 4’ | Marcatori | 88’ Santos |

| Arbitro: | Artëm Ljubimov |

|                                 |           |                           |
| Zabolotnyj 32’ (rig.) Čalov 75’ | Marcatori | 2’ Rasskazov 22’ Saltykov |

| Arbitro: | Sergej Karasëv |

|                              |           |                                       |
| Mironov 7’ Golenkov 12’, 50’ | Marcatori | 26’ Khellven 65’ Čalov 70’ Fayzullaev |

| Arbitro: | Jan Bobróvskij |

|            |           |  |
| Dávila 18’ | Marcatori |  |

| Arbitro: | Kirill Levnikov |

|                         |           |                |
| Promes 39’ Medina 90+6’ | Marcatori | 31’, 60’ Gajić |

| Kazan' 21 ottobre 2023, ore 14:00 MSK 12ª giornata | Rubin              | 0 – 0 referto | CSKA Mosca | Ak Bars Arena (6 899 spett.)\| Arbitro: \| Kukujan Valer'evič \| |
| Arbitro:                                           | Kukujan Valer'evič |               |            |                                                                  |

| Arbitro: | Kirill Levnikov |

|           |           |  |
| Čalov 41’ | Marcatori |  |

| Arbitro: | Moskalëv Viktorovič |

|                                            |           |                             |
| Čalov 37’ Yo'ldoshev 71’ (aut.) Dávila 73’ | Marcatori | 33’ Stockij 40’ Aleksandrov |

| Arbitro: | Suchoj Vasil'evič |

|              |           |            |
| Bozhin 90+3’ | Marcatori | 10’ Dávila |

#### Girone di ritorno
| Arbitro: | Sergej Karasëv |

|                               |           |                              |
| Fayzullaev 23’ Zabolotnyj 40’ | Marcatori | 7’, 54’ Bitello 74’ Tjukavin |

| Arbitro: | Rafael Shafeev |

|                            |           |  |
| Čalov 4’ (rig.) Méndez 69’ | Marcatori |  |

| Arbitro: | Sergej Karasëv |

|             |           |  |
| Krivcov 90’ | Marcatori |  |

| Arbitro: | Ivanov Sergeevič |

|            |           |             |
| Musaev 81’ | Marcatori | 90+4’ Pérez |

| Arbitro: | Meškov Petrovič |

|  |           |                 |
|  | Marcatori | Willyan 3’, 49’ |

| Mosca 25 aprile 2024, ore 20:30 MSK 21ª giornata | CSKA Mosca       | 0 – 0 referto | Spartak Mosca | Arena CSKA ( spett.)\| Arbitro: \| Vasilij Kazarcev \| |
| Arbitro:                                         | Vasilij Kazarcev |               |               |                                                        |

| Arbitro: | Vasilij Kazarcev |

|                            |           |                                     |
| Guarirapa 50’ Kramarič 73’ | Marcatori | 16’ (aut.) Čistjakov 46’ Zabolotnyj |

| Arbitro: | Pavel Šadychanov |

|                                                  |           |             |
| Musaev 36’ Obljakov 60’ Fayzullaev 75’ Čalov 90’ | Marcatori | 90+4’ Čerov |

| Arbitro: | Sergej Karasëv |

|                                                           |           |                                      |
| Il'ja Samošnikov 44’ Evgenij Morozov 55’ Lucas Fasson 64’ | Marcatori | 53’ Musaev 80’ Zabolotnyj 87’ Agapov |

| Arbitro: | Rafael Shafeev |

|                  |           |                        |
| Čalov 63’ (rig.) | Marcatori | 79’ Konaté 87’ Berisha |

| Arbitro: | Jan Bobróvskij |

|                                                           |           |            |
| Bistrović 51’ (rig.) Nasimento Fernandes 76’ Kaplenka 85’ | Marcatori | 90’ Glebov |

| Arbitro: | Vladislav Bezborodov |

|                             |           |                       |
| Fayzullayev 45+1’ Čalov 74’ | Marcatori | 42’ Rožkov 90+2’ Daku |

| Arbitro: | Sergej Ivanov |

|  |           |                  |
|  | Marcatori | 58’ (rig.) Čalov |

| Arbitro: | Vasilij Kazarcev |

|                         |           |                                                                          |
| Stockij 48’ Boselli 77’ | Marcatori | 10’ Obljakov 22’ Musaev 37’ Zdjelar 56’ Dávila 83’ Zabolotnyj 90’ Glebov |

| Arbitro: | Jan Bobróvskij |

|                       |           |  |
| Dávila 40’ Musaev 42’ | Marcatori |  |

### Coppa di Russia

#### Fase a gironi
| Arbitro: | Pavel Kukuyan |

|  |           |                                                                         |
|  | Marcatori | 12’ Arbuzov 18’ Zaınýtdınov 22’ Gajić 41’ Čalov 87’ Kislyak 89’ Ermakov |

| Arbitro: | Roman Galimov |

|  |           |                   |
|  | Marcatori | 15’, 79’ Ivachnov |

| Arbitro: | Rafael Shafeev |

|                                                           |                      |                                                         |
| Jusupov Ignat'ev Alves Batyrev Kramarič Jurganov Medveděv | Tiri di rigore 4 – 5 | Čalov Zabolotnyj Kislyak Nababkin Obljakov Méndez Gajić |

| Arbitro: | Sergej Cyganok |

|                                             |                      |                                    |
| Obljakov 78’                                | Marcatori            | 43’ Noboa                          |
| Čalov Zabolotnyj Dávila Fajzullaev Obljakov | Tiri di rigore 4 – 2 | Makarčuk Silveira Margasov Batyrev |

| Arbitro: | Aleksej Amelin |

|                            |                      |                                      |
| Magal' 80’                 | Marcatori            | 88’ Gajić                            |
| Markov Cele Jakimov Suslov | Tiri di rigore 4 – 2 | Čalov Fajzullaev Obljakov Zabolotnyj |

| Arbitro: | Ivan Abrosimov |

|                                      |           |            |
| Čalov 35’ (rig.), 74’ Zabolotnyj 42’ | Marcatori | 37’ Gürlük |

#### Fase a eliminazione diretta
| Arbitro: | Kirill Levnikov |

|                    |           |                |
| Nababkin 8’ (aut.) | Marcatori | 33’ Zabolotnyj |

| Arbitro: | Sergej Karasëv |

|                       |           |  |
| Agapov 63’ Musaev 84’ | Marcatori |  |

| Arbitro: | Sergej Ivanov |

|  |           |            |
|  | Marcatori | 39’ Dávila |

| Arbitro: | Jan Bobróvskij |

|                                  |           |  |
| Čalov 34’ (rig.) Fayzullayev 36’ | Marcatori |  |

| Arbitro: | Sergej Karasëv |

|                |           |             |
| Zabolotnyj 53’ | Marcatori | 84’ Erochin |

| Arbitro: | Pavel Kukujan |

|                                          |                      |                                          |
| Cassierra Isidor Mostovoj Älip Claudinho | Tiri di rigore 5 – 4 | Dávila Obljakov Zabolotnyj Diveev Musaev |

### Superkubok Rossii 2023
| Arbitro: | Karasëv |

|                                               |                      |                                               |
| Malcom Sutormin Mostovoj Bakaev Sergeev Renan | Tiri di rigore 5 – 4 | Čalov Gaich Nababkin Zabolotnyj Gajić Ermakov |

## Statistiche

### Statistiche di squadra
Dati aggiornati al 25 maggio 2024.
| Competizione         | Punti | In casa | In casa | In casa | In casa | In casa | In casa | In trasferta | In trasferta | In trasferta | In trasferta | In trasferta | In trasferta | Totale | Totale | Totale | Totale | Totale | Totale | DR  |
| Competizione         | Punti | G       | V       | N       | P       | Gf      | Gs      | G            | V            | N            | P            | Gf           | Gs           | G      | V      | N      | P      | Gf     | Gs     | DR  |
| -------------------- | ----- | ------- | ------- | ------- | ------- | ------- | ------- | ------------ | ------------ | ------------ | ------------ | ------------ | ------------ | ------ | ------ | ------ | ------ | ------ | ------ | --- |
| Prem'er-Liga         | 48    | 15      | 8       | 5       | 2       | 29      | 16      | 15           | 4            | 7            | 4            | 27           | 24           | 30     | 12     | 12     | 6      | 56     | 40     | +16 |
| Coppa di Russia      | -     | 5       | 3       | 1       | 1       | 8       | 4       | 6            | 2            | 4            | 0            | 9            | 2            | 11     | 5      | 5      | 1      | 17     | 6      | +11 |
| Supercoppa di Russia | -     | 0       | 0       | 0       | 0       | 0       | 0       | 1            | 0            | 1            | 0            | 0            | 0            | 1      | 0      | 1      | 0      | 0      | 0      | 0   |
| Totale               | 48    | 20      | 11      | 6       | 3       | 37      | 20      | 22           | 6            | 12           | 4            | 36           | 26           | 42     | 17     | 18     | 7      | 73     | 46     | +27 |

### Andamento in campionato
Dati aggiornati al 25 maggio 2024.
| Giornata  | 1  | 2 | 3 | 4 | 5 | 6 | 7 | 8 | 9 | 10 | 11 | 12 | 13 | 14 | 15 | 16 | 17 | 18 | 19 | 20 | 21 | 22 | 23 | 24 | 25 | 26 | 27 | 28 | 29 | 30 |
| --------- | -- | - | - | - | - | - | - | - | - | -- | -- | -- | -- | -- | -- | -- | -- | -- | -- | -- | -- | -- | -- | -- | -- | -- | -- | -- | -- | -- |
| Luogo     | T  | T | C | C | T | T | C | C | T | C  | T  | T  | C  | C  | T  | C  | C  | T  | C  | T  | C  | T  | C  | T  | C  | T  | C  | T  | T  | C  |
| Risultato | P  | V | V | V | P | N | N | N | N | V  | N  | N  | V  | V  | N  | P  | V  | P  | N  | V  | N  | N  | V  | N  | P  | P  | N  | V  | V  | V  |
| Posizione | 11 | 8 | 5 | 3 | 5 | 6 | 7 | 7 | 9 | 5  | 7  | 6  | 5  | 3  | 5  | 6  | 5  | 8  | 7  | 4  | 7  | 4  | 4  | 4  | 5  | 8  | 8  | 6  | 6  | 6  |

Legenda:

Luogo: C = Casa; T = Trasferta. Risultato: V = Vittoria; N = Pareggio; P = Sconfitta.

### Statistiche giocatori
Dati aggiornati al 25 maggio 2024.
| Giocatore       | Prem'er-Liga | Prem'er-Liga | Prem'er-Liga | Prem'er-Liga | Kubok Rossii | Kubok Rossii | Kubok Rossii | Kubok Rossii | Superkubok Rossii | Superkubok Rossii | Superkubok Rossii | Superkubok Rossii | Totale   | Totale | Totale      | Totale     |
| Giocatore       | Presenze     | Reti         | Ammonizioni  | Espulsioni   | Presenze     | Reti         | Ammonizioni  | Espulsioni   | Presenze          | Reti              | Ammonizioni       | Espulsioni        | Presenze | Reti   | Ammonizioni | Espulsioni |
| --------------- | ------------ | ------------ | ------------ | ------------ | ------------ | ------------ | ------------ | ------------ | ----------------- | ----------------- | ----------------- | ----------------- | -------- | ------ | ----------- | ---------- |
| Khellven        | 23           | 1            | 0            | 0            | 8            | 0            | 2            | 0            | 0                 | 0                 | 0                 | 0                 | 31       | 1      | 2           | 0          |
| Willyan         | 24           | 2            | 12           | 2            | 11           | 0            | 1            | 0            | 1                 | 0                 | 0                 | 0                 | 36       | 2      | 13          | 2          |
| S. Zdjelar      | 28           | 1            | 6            | 0            | 8            | 0            | 0            | 0            | 1                 | 0                 | 0                 | 0                 | 37       | 1      | 6           | 0          |
| M. Muchin       | 12           | 2            | 2            | 0            | 3            | 0            | 0            | 0            | 1                 | 0                 | 0                 | 0                 | 16       | 2      | 2           | 0          |
| V. Dávila       | 23           | 5            | 2            | 0            | 9            | 1            | 1            | 0            | 0                 | 0                 | 0                 | 0                 | 32       | 6      | 3           | 0          |
| F. Čalov        | 29           | 12           | 3            | 0            | 11           | 4            | 0            | 0            | 1                 | 0                 | 1                 | 0                 | 41       | 16     | 4           | 0          |
| I. Obljakov     | 28           | 3            | 1            | 0            | 11           | 1            | 0            | 0            | 0                 | 0                 | 0                 | 0                 | 39       | 4      | 1           | 0          |
| T. Musaev       | 11           | 5            | 2            | 0            | 5            | 1            | 0            | 0            | 0                 | 0                 | 0                 | 0                 | 16       | 6      | 2           | 0          |
| K. Nababkin     | 15           | 0            | 0            | 0            | 5            | 0            | 1            | 0            | 1                 | 0                 | 0                 | 0                 | 21       | 0      | 1           | 0          |
| K. Glebov       | 10           | 2            | 1            | 0            | 3            | 0            | 0            | 0            | 0                 | 0                 | 0                 | 0                 | 13       | 2      | 1           | 0          |
| A. Fayzullaev   | 22           | 4            | 4            | 0            | 10           | 1            | 0            | 0            | 0                 | 0                 | 0                 | 0                 | 32       | 5      | 4           | 0          |
| M. Gajić        | 26           | 3            | 3            | 1            | 12           | 2            | 1            | 0            | 1                 | 0                 | 0                 | 0                 | 39       | 5      | 4           | 1          |
| Moisés          | 24           | 1            | 3            | 1            | 9            | 0            | 1            | 0            | 1                 | 0                 | 0                 | 0                 | 34       | 1      | 4           | 1          |
| M. Kisljak      | 3            | 0            | 0            | 0            | 6            | 1            | 1            | 0            | 0                 | 0                 | 0                 | 0                 | 9        | 1      | 1           | 0          |
| I. Akinfeev     | 25           | 0            | 0            | 0            | 1            | 0            | 0            | 0            | 1                 | 0                 | 0                 | 0                 | 27       | 0      | 0           | 0          |
| R. Golybin      | 1            | 0            | 0            | 0            | 0            | 0            | 0            | 0            | 0                 | 0                 | 0                 | 0                 | 1        | 0      | 0           | 0          |
| V. Torop        | 5            | 0            | 1            | 0            | 11           | 0            | 0            | 0            | 0                 | 0                 | 0                 | 0                 | 16       | 0      | 1           | 0          |
| M. Rjadnó       | 5            | 1            | 0            | 0            | 6            | 0            | 0            | 0            | 1                 | 0                 | 0                 | 0                 | 12       | 1      | 0           | 0          |
| I. Agapov       | 16           | 1            | 1            | 0            | 9            | 1            | 0            | 0            | 0                 | 0                 | 0                 | 0                 | 25       | 2      | 1           | 0          |
| I. Diveev       | 10           | 0            | 2            | 1            | 4            | 0            | 0            | 0            | 1                 | 0                 | 0                 | 0                 | 15       | 0      | 2           | 1          |
| V. Šajchutdinov | 0            | 0            | 0            | 0            | 1            | 0            | 0            | 0            | 0                 | 0                 | 0                 | 0                 | 1        | 0      | 0           | 0          |
| V. Méndez       | 24           | 0            | 1            | 0            | 8            | 0            | 1            | 0            | 1                 | 0                 | 0                 | 0                 | 33       | 0      | 2           | 0          |
| M. Lukin        | 5            | 0            | 0            | 0            | 6            | 0            | 2            | 0            | 0                 | 0                 | 0                 | 0                 | 11       | 0      | 2           | 0          |
| A. Zabolotnyj   | 29           | 9            | 5            | 0            | 12           | 3            | 0            | 0            | 1                 | 0                 | 0                 | 0                 | 42       | 12     | 5           | 0          |
| A. Reyvandi     | 1            | 0            | 0            | 0            | 1            | 0            | 0            | 0            | 0                 | 0                 | 0                 | 0                 | 2        | 0      | 0           | 0          |
| A. Gaich        | 4            | 0            | 1            | 0            | 2            | 0            | 0            | 0            | 1                 | 0                 | 0                 | 0                 | 7        | 0      | 1           | 0          |
| E. Noskov       | 0            | 0            | 0            | 0            | 2            | 0            | 0            | 0            | 0                 | 0                 | 0                 | 0                 | 2        | 0      | 0           | 0          |
| N. Ermakov      | 5            | 0            | 0            | 0            | 4            | 1            | 0            | 0            | 1                 | 0                 | 0                 | 0                 | 10       | 1      | 0           | 0          |
| B. Zaınýtdınov  | 3            | 0            | 1            | 0            | 1            | 1            | 0            | 0            | 1                 | 0                 | 0                 | 0                 | 5        | 1      | 1           | 0          |
| K. Kučaev       | 12           | 0            | 0            | 0            | 2            | 0            | 0            | 0            | 1                 | 0                 | 0                 | 0                 | 15       | 0      | 0           | 0          |
| J. Arbuzov      | 2            | 0            | 0            | 0            | 2            | 1            | 0            | 0            | 0                 | 0                 | 0                 | 0                 | 4        | 1      | 0           | 0          |